# إدوارد جون هيمينغ
إدوارد جون هيمينغ هو سياسي كندي، ولد في 30 أغسطس 1823 في لندن في المملكة المتحدة، وتوفي في 17 سبتمبر 1905 في لاك برومي في كندا. حزبياً، نشط في Conservative Party of Quebec (historical) ‏. وقد انتخب عضو الجمعية الوطنية في كيبك ‏.